# 승모판
승모판(mitral valve, 승모판막)은 이첨판막(bicuspid valve, 이첨판) 또는 왼방실판막(left atrioventricular valve, 좌방실판)이라고도 하며 4개의 심장판막 중 하나이다. 심장의 좌심방과 좌심실 사이에 있다. 심장 판막은 모두 혈류를 한 방향으로만 흐르게 한다. 승모판과 삼첨판은 심방과 심실 사이에 있기 때문에 방실판막이라고도 한다.
정상 상태에서 혈액은 좌심방의 수축과 함께 확장기 동안 열린 승모판을 통해 흐르고, 좌심실의 수축으로 수축기 동안 승모판이 닫힌다. 판막은 압력 차이로 인해 열리고 닫히며 좌심방의 압력이 심실보다 클 때 열리고 좌심실의 압력이 심방보다 클 때 닫힌다.
비정상적인 상태에서는 혈액이 판막을 통해 역류하거나(승모판 역류) 승모판이 좁아질 수 있다(승모판 협착). 류마티스 심장 질환은 종종 승모판에 영향을 미친다. 판막은 나이가 들면서 탈출할 수도 있고 감염성 심내막염의 영향을 받을 수도 있다.

## 같이 보기
- 심장
- 심전도
- 심장 판막